# Replay (DISH//の曲)
『Replay』（リプレイ）は、日本のダンスロックバンド・DISH//の楽曲。Sony Recordsより2022年10月5日に15枚目のシングルとしてリリースされた。

## 概要
前作『しわくちゃな雲を抱いて』から3ヶ月ぶりのリリース。CDシングルとしては『沈丁花』以来11か月ぶりとなる。
CDリリースに先駆けて表題曲「Replay」は8月26日に先行配信された。
『第89回（2022年度）NHK全国学校音楽コンクール・中学生の部』の課題曲として書き下ろされた楽曲。「学生時代の奇跡のような時間を大切に、未来に向かっていこう」というメッセージが込められた楽曲。作詞を担当したボーカルの北村匠海は「思い出っていつまで経っても風化しないんです。いつまでもキラキラしたままなんです。なんなら日を増すごとに輝いていくんです。ただ、もう戻ってこないんです、過去になってしまう。そうなる前に今を輝いて生きることがどんなに大切かを歌詞に込めました」と歌詞に込めた想いを明かしている。

## 背景
2022年3月1日、『第89回（2022年度）NHK全国学校音楽コンクール・中学生の部』の課題曲としてDISH//が提供した楽曲のタイトルが「Replay」であることが発表された。
4月1日に歌詞が、16日に『Nコン』の課題曲を発表する特別番組『発表!Nコン2022課題曲』（NHK Eテレ）にて、本曲の音源が初解禁された。その後の18日には合唱用の歌唱・ピアノ伴奏動画が公開された。
NHK『みんなのうた』の2022年8月・9月オンエア楽曲としても起用された。同映像のアニメーションは倉澤紘己が担当しており、映像に対して倉澤は「曲から感じた、希望と自信とエネルギーに満ち、一瞬一瞬をがむしゃらに生きる青春のイメージを、少年が学校生活を回想しながら、朝の空気と光のなかを走り抜ける映像で表現しました 」とコメントした。北村匠海は『みんなのうた』で3度目の出演となり、DISH//としては初登場。
8月2日、NHK Eテレ『沼にハマってきいてみた』にて、本曲がフルサイズでテレビ初披露された。

## リリース
CDは初回生産限定盤（Blu-ray/DVD）、通常盤の3形態で発売。初回生産限定盤の特典Blu-ray/DVDには、2021年12月に自身の結成10周年記念ライブ『DISH// 10th Anniversary Live』の千秋楽公演のあいみょんとの「猫」のセッションを含めた全楽曲に加えて、1日目公演のはっとり（マカロニえんぴつ）との「僕らが強く。」、2日目公演のOKAMOTO'Sとの「僕たちがやりました」のセッションを追加収録。また、三方背ケースおよびデジパック仕様のパッケージとなっており、撮り下ろしビジュアルカードが10枚封入。
8月22日、15枚目のシングルとして楽曲がリリースされることが発表された。収録内容や初回限定版特典内容も明らかになり、8月26日には楽曲の先行配信も始まった。

## 収録曲
| 全作詞: 北村匠海、全作曲: 西尾芳彦、DISH//。 |                           |          |                    |       |
| #                                            | タイトル                  | 作詞     | 作曲・編曲         | 時間  |
| 1.                                           | 「Replay」                | 北村匠海 | 西尾芳彦 、 DISH// | 03:48 |
| 2.                                           | 「Replay -Instrumantal-」 | 北村匠海 | 西尾芳彦 、 DISH// | 03:48 |

## タイアップ
- 第89回NHK全国学校音楽コンクール中学校の部課題曲
- NHKみんなのうた 2022年8月9月放送曲